# Centro Internacional das Forças Armadas (Suécia)
O  Centro Internacional das Forças Armadas  (em sueco  Försvarsmaktens internationella centrum , também designado pela sigla  Swedint ) é uma unidade das Forças Armadas da Suécia, integrada no regimento da Guarda Real, sediado em Kungsängen, no Centro da Suécia.

Esta unidade está vocacionada para a formação de pessoal de comando e estado-maior sueco e de outras nacionalidades para forças de paz multinacionais - militares, civis ou policiais – no âmbito da ONU, OTAN, União Europeia e União Africana.

Uma componente importante da organização e formação ministrada pelo Swedint é o trabalho no campo da igualdade de género.